# Sigrun Kleinrath
Sigrun Kleinrath (* 16. Jänner 2004) ist eine österreichische Skilangläuferin und ehemalige Nordische Kombiniererin.

## Werdegang
Erste Erfolge in der Jugend und im Continental Cup

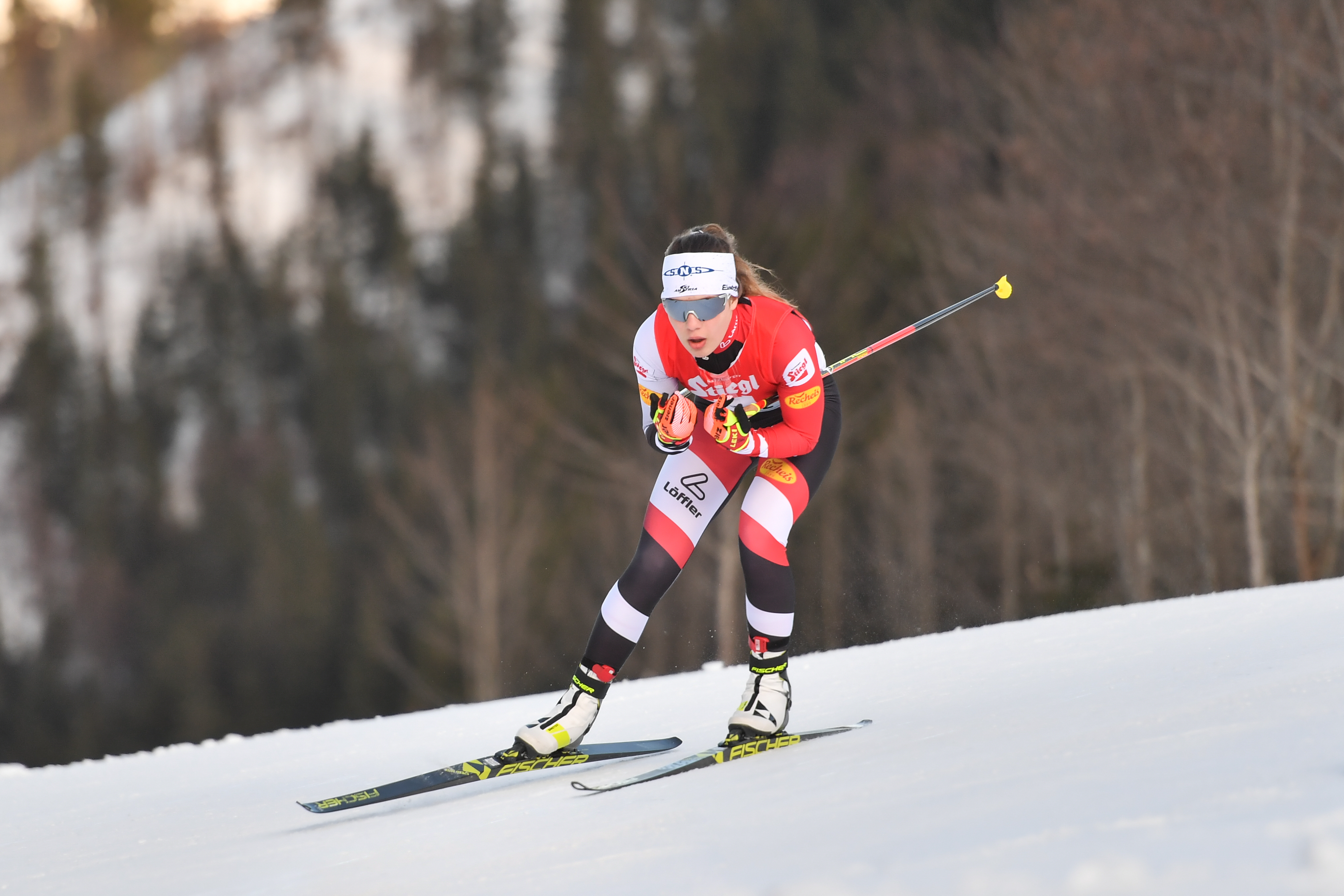
Kleinrath 2020 in Eisenerz

Kleinrath, die für das Nordische Skiteam Salzkammergut startet und in Altmünster wohnt, nahm bereits im Alter von elf Jahren beim FIS-Schüler-Grand-Prix 2015 in Ruhpolding an einem internationalen Wettkampf teil. Die junge Athletin ging als österreichische Vertreterin der Altersklasse „Schülerinnen 12“ beim Skisprungbewerb an den Start und verpasste als Vierte nur knapp das Podest. Ihr Debüt im Alpencup der Nordischen Kombination sowie im Skisprung-Alpencup gab sie am 4. März 2017 in Hinterzarten, wo sie in beiden Disziplinen direkt die Top 10 erreichte. Zum ersten Mal sprang sie Anfang August 2019 beim Skisprung in Klingenthal aufs Podest. Wenige Wochen später debütierte Kleinrath im Grand Prix der Nordischen Kombination, der höchsten Wettkampfserie im Sommer. So belegte sie gemeinsam mit Lukas Klapfer beim Mixed-Team-Wettkampf in Oberwiesenthal im Team Österreich II den achten Platz. Auch bei den Einzelrennen zeigte die 15-jährige gute Leistungen, sodass sie die Grand-Prix-Gesamtwertung auf dem elften Rang abschloss. Im Oktober gewann Kleinrath bei der ersten österreichischen Staatsmeisterschaft in der Nordischen Kombination die Bronzemedaille hinter Lisa Hirner und Johanna Bassani. Bei ihrem Debüt im Continental Cup Ende Jänner 2020 belegte Kleinrath als Fünfte auf Anhieb einen Platz unter den besten Zehn. Tags darauf führte sie die Konkurrenz nach dem Springen an und belegte schließlich den dritten Rang. Bei den Nordischen Junioren-Skiweltmeisterschaften 2020 in Oberwiesenthal lief Kleinrath auf den zwölften Rang im Gundersen Einzel, ehe sie als Vierte gemeinsam mit Johannes Lamparter, Lisa Hirner und Manuel Einkemmer knapp die Medaillenränge bei Mixed-Team-Wettkampf verpasste.
Als Staatsmeisterin in die erste Weltcup- und WM-Saison 2020/21
Nachdem aufgrund der COVID-19-Pandemie im Sommer 2020 kaum internationale Wettkämpfe stattfanden, wurde den österreichischen Staatsmeisterschaften in Eisenerz mehr Bedeutung als üblich zugeschrieben. In Abwesenheit der Vorjahressiegerin Lisa Hirner präsentierte sich Kleinrath im nationalen Vergleich in starker Frühform und gewann ihren ersten Meistertitel vor Annalena Slamik und Claudia Purker. Mitte Oktober ging sie zudem beim einzigen Alpencup-Wochenende des Sommers in Klingenthal an den Start, wobei Kleinrath der Sieg im Sprint vor Jenny Nowak und Lisa Hirner gelang. Ihren ersten Wettbewerb im Winter 2020/21 absolvierte sie im Rahmen des nationalen Austria Cups am zweiten Dezemberwochenende in Eisenerz, wo sie vor Lisa Hirner und Annalena Slamik gewinnen konnte. Eine Woche später nahm sie am historisch ersten Weltcup-Wettbewerb der Frauen in Ramsau am Dachstein teil. Mit einem Sprung auf 91,5 Meter ging sie als Fünfte auf die Loipe, auf der sie ihre Platzierung mit knapp einer Minute Rückstand auf das Podest verteidigen konnte und beste Österreicherin wurde. An den beiden folgenden Tagen gewann sie in Seefeld vor Ema Volavšek und Jenny Nowak zwei weitere Wettbewerbe im Alpencup. Damit wurde Kleinrath auch Gesamtsiegerin der in dieser Saison nur sechs Rennen umfassenden OPA-Wettkampfserie. Nach einer mehrwöchigen Wettkampfpause standen vom 22. bis 24. Januar 2021 in Eisenerz die ersten Continental-Cup-Wettbewerbe der Saison an. Mit den Rängen sieben, neun und fünf erreichte Kleinrath konstant die besten Zehn. Wenige Wochen später reiste Kleinrath zu den Nordischen Junioren-Skiweltmeisterschaften nach Lahti. Im Einzelbewerb konnte sie an ihre bisherigen Saisonleistungen nicht anknüpfen und belegte mit mehr als zweieinhalb Minuten Rückstand Rang 15. Ihr Fokus lag daher auf dem Mixed-Team-Bewerb, in dem Österreich zwischenzeitlich mit einem großen Vorsprung in Führung lag, letztlich aber vier Sekunden hinter Norwegen ins Ziel kam und Silber gewann. Bei den Nordischen Skiweltmeisterschaften 2021 in Oberstdorf ging Kleinrath nach dem Sprunglauf mit einem Rückstand von mehr als einer Minute auf die Führende auf die Loipe, wo sie sich um zwei Plätze verbessern konnte und im Schlussklassement Neunte wurde. Beim abschließenden Wettkampfwochenende in Nischni Tagil erreichte Kleinrath am ersten und dritten Tag den zweiten Rang hinter Tara Geraghty-Moats und wurde damit Gesamtsiegerin des Continental Cups 2020/21.
Im Winter 2023 wechselte Kleinrath zum Skilanglauf und startete fortan für das Ski-Willy Marathon Team Austria. Am 13. Jänner 2024 nahm Kleinrath am 3 Zinnen Ski Marathon im Rahmen der Ski Classics 2023/24 Teil und belegte Rang 54.

## Privates
Kleinrath besucht seit dem Herbst 2018 das Schigymnasium Stams.

## Statistik

### Weltcup-Platzierungen
| Saison  | Platz | Punkte |
| ------- | ----- | ------ |
| 2020/21 | 05.   | 045    |
| 2021/22 | 36.   | 015    |

### Grand-Prix-Platzierungen
| Saison | Platz | Punkte |
| ------ | ----- | ------ |
| 2019   | 11.   | 094    |
| 2021   | 06.   | 191    |

### Continental-Cup-Platzierungen
| Saison  | Platz | Punkte |
| ------- | ----- | ------ |
| 2019/20 | 04.   | 307    |
| 2020/21 | 01.   | 320    |

## Auszeichnungen
- FIS Rookie der Saison 2020/21 in der Nordischen Kombination[12]